# Allodynerus
Allodynerus, ook wel bekend als Harige metselwespen, is een geslacht van vliesvleugelige insecten van de familie plooivleugelwespen (Vespidae).

## Soorten
- A. delphinalis (Giraud, 1866)
- A. dignotus (Morawitz, 1895)
- A. floricola (Saussure, 1853)
- A. koenigi (Dusmet, 1917)
- A. nigricornis (Morawitz, 1885)
- A. rossii (Lepeletier, 1841)